# Dümpten (Duisburg)

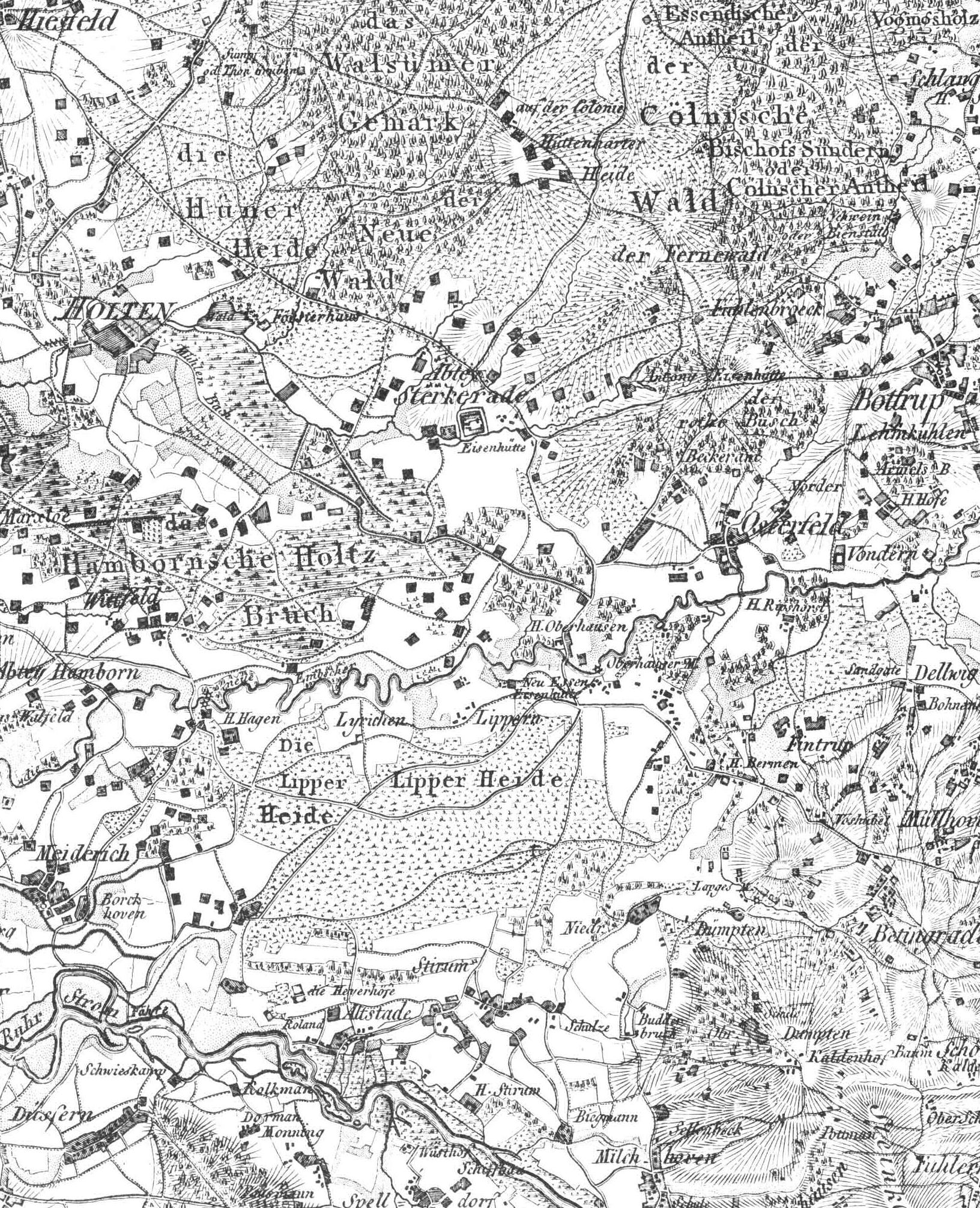
Das Gebiet der Lipper Heide auf der Karte von Le Coq 1805, westlich der Heide die Bauerschaft Dümpten zwischen Haus Hagen im Norden und Kolkmannshof im Süden

Dümpten ist der Name einer von acht Bauerschaften im heutigen Stadtteil Meiderich der Stadt Duisburg. Es war die östlichste, an die Lipper Heide grenzende Bauerschaft Meiderichs. An den Wohnplatz erinnern noch die Straßenbezeichnungen Dümpter Straße und Dümpter Pfad. Weitere Teile der Bauerschaft gehören heute zu Oberhausen-Dümpten und in der Hauptmasse zu Mülheim/Ruhr-Dümpten.
Die Herkunft und die Bedeutung des Namens „Dümpten“ ist nicht geklärt. Robert Jahn vertritt die These, der Name könne mit „nebliges Feld“ übersetzt werden. Erstmals erwähnt wird Dümpten im 10. Jahrhundert in einer Handschrift des Klosters Werden, das über Besitz in Dümpten verfügte, das als „Dumiti“ bezeichnet wird. 1092 ist ein Lambertus de Dumete urkundlich erwähnt. 1376 ist ein „Haus Dümpten“ erwähnt, das Konrad Stecke als Lehen des Grafen Dietrich von der Mark hat. 1466 verkaufte Goswin Stecke Teile seines Besitzes an Wilhelm von Limburg-Styrum. Für das Jahr 1734 ist überliefert, dass den auf Burg Hagen sitzenden Freiherrn von Quadt-Wickrath 13 Höfe innerhalb der Bauerschaft Dümpten gehören.
Das bedeutendste Anwesen neben Burg Hagen war der „Eickenhof“, der den auf Burg Hagen residierenden Herren von Götterswick als klevisches Lehen gegeben worden war. 1442 kaufte Goswin Stecke den Hof. Spätere Besitzer nannten sich nach diesem Hof, 1553 ist ein Arnt Groteicken und 1616 ein Johann in den Großen Eichen überliefert. Im Verlaufe der Industrialisierung wurde auf Teilen des Eickenhofes die Zeche Westende errichtet, auf einem anderen Teil des Eickenhofbesitzes ein Walzwerk.
Südöstlich des Eickenhofes lag der „Ratingshof“, der 1429 erstmals erwähnt wurde und sich im Besitz der Herren von Meiderich befand. Durch Absenkungen infolge des Bergbaus entstand gegen Ende des 19. Jahrhunderts der Ratingsee, der 1911 mit den beim Bau des Rhein-Herne-Kanals gewonnenen Erdmengen verfüllt wurde. 1927 und 1928 wurde auf dem Gelände des zugeschütteten Sees die Ratingsee-Siedlung erbaut.
In der Bauerschaft Dümpten gab es weitere große Höfe, zum Beispiel den „Giesenhof“, „Beekmannshof“ und „Klennenhof“. Auf dem „Schulte-Dümpten-Hof“ ist für das Jahr 1540 mit Gert Scholten, dem Besitzer des Hofes, der erste Dümptener Schulte überliefert.
Der „Kolkerhof“, auch „Kolkmannshof“, ist der südöstlichste der Dümptener Höfe und liegt in den Ruhrauen nahe der alten Ruhrfähre, der „Aakerfähre“. Der Hof gehört heute zum Gebiet der Stadt Mülheim und wird noch bewirtschaftet. Der Hof ist erstmals 1334 erwähnt, als er von Eberwin von Götterswick an einen Wetzel von Landsberg verkauft wurde. Im Spätmittelalter war der Hof im Besitz der Herren von Limburg-Styrum, später im Besitz der Abtei Hamborn. Noch im 18. Jahrhundert hatte der Hof einen Wohnturm, einen „Spieker“, der u. a. zur Verteidigung des Hofes errichtet worden war.

## Verkehr

### Bahn
1867 errichtete die Bergisch-Märkische Eisenbahn-Gesellschaft in Fortsetzung ihrer Ruhrgebietsstrecke eine Zweigstrecke nach Duisburg-Ruhrort, ein eigener Haltepunkt Dümpten wurde aber erst 1954 eingerichtet. Daneben lag noch der Haltepunkte Duisburg-Ratingsee auf dieser Strecke auf Dümptener Gebiet. Der Abschnitt zwischen Mülheim-Styrum und Duisburg-Meiderich und mit ihr der Haltepunkt wurde im Zuge der Erweiterung der Stadtbahn Duisburg 1995 stillgelegt und ist heute ein Grünzug.
Auf der bereits 1848 von der Köln-Mindener Eisenbahn eröffneten Bahnstrecke, welche Dümpten durchquert und noch heute über die Regionalbahnlinie 36 zwischen Oberhausen-Hauptbahnhof und Duisburg-Ruhrort bedient wird, sind heute noch die Haltepunkte Duisburg-Obermeiderich und Duisburg-Meiderich Ost auf Dümptener Gebiet in Betrieb.